# Süstedt
Süstedt község Németországban, Alsó-Szászországban, a Diepholzi járásban. 

## Földrajza
Süstedt Syke községgel határos.